# 篠田直方
篠田 直方（しのだ なおかた、1825年 - 1898年）は、三河国加茂郡宮口村（現愛知県豊田市）出身の政治家・実業家。通称に勇三郎。
西大平藩郡代であった篠田竜平の養子となり、代官・郡代・郡代兼用人・陣屋代官を歴任した。額田県大属租税課次席を最後に下野し、官営愛知紡績所の払い下げを受け、同所経営者に転じた。